# Forêt du Mont-Dieu
Forêt du Mont-Dieu este o arie protejată (sit de importanță comunitară — SCI) din Franța întinsă pe o suprafață de 477 ha, integral pe uscat.

## Localizare
Centrul sitului Forêt du Mont-Dieu este situat la coordonatele 49°33′31″N 4°50′37″E / 49.55861°N 4.84361°E.

## Înființare
Situl Forêt du Mont-Dieu a fost declarat arie specială de conservare în baza directivei 92/43 din 1992 referitoare la conservarea habitatelor naturale și a faunei și florei sălbatice pentru a proteja 5 specii de animale.

## Biodiversitate
Situată în ecoregiunea continentală, aria protejată conține 2 habitate naturale: Păduri de stejar sau de stejar și carpen sub-atlantice și medio-europene de Carpinion betuli, Păduri aluvionare cu Alnus glutinosa și Fraxinus excelsior (Alno-Padion, Alnion incanae, Salicion albae).
La baza desemnării sitului se află mai multe specii protejate:
- amfibieni (1): triton cu creastă (Triturus cristatus)
- mamifere (3): liliac cârn (Barbastella barbastellus), liliac cărămiziu (Myotis emarginatus), liliacul mare cu potcoavă (Rhinolophus ferrumequinum)
- pești (1): zvârluga (Cobitis taenia)

Pe lângă speciile protejate, pe teritoriul sitului au mai fost identificate 2 specii de plante, 13 specii de păsări, 5 specii de amfibieni, 9 specii de mamifere, 1 specie de pești, 2 specii de reptile.